# Gran Premio motociclistico di Germania 1957
Il Gran Premio motociclistico di Germania fu l'appuntamento inaugurale del motomondiale 1957.
Si svolse il 19 maggio 1957, per la prima volta sull'Hockenheimring dopo che nelle edizioni precedenti si era volto sul circuito di Solitude e sul Nürburgring. Si svolse in una giornata con tempo variabile ed erano in programma tutte le classi. La gara viene anche ricordata per essere stata la prima del motomondiale in cui si sono superati i 200 km/h di media: accadde nella gara della 500 dove tra l'altro il giro più veloce fatto segnare da Bob McIntyre fu alla media di 208,5 km/h.
Le vittorie delle gare disputate in singolo andarono tutte a piloti italiani con Libero Liberati su Gilera che si impose sia in classe 500 che in 350 mentre Carlo Ubbiali su MV Agusta si impose nelle restanti classi, 250 e 125.
Nei sidecar, vittoria di Fritz Hillebrand e Manfred Grunwald su BMW.

## Classe 500
Furono 28 i piloti presenti al via e di questi 13 vennero classificati al termine della gara.

### Arrivati al traguardo
| Pos. | Pilota             | Moto       | Tempo      | Punti |
| ---- | ------------------ | ---------- | ---------- | ----- |
| 1    | Libero Liberati    | Gilera     | 1h 02:34.3 | 8     |
| 2    | Bob McIntyre       | Gilera     | + 0.3      | 6     |
| 3    | Walter Zeller      | BMW        | + 1:06.1   | 4     |
| 4    | Dickie Dale        | Moto Guzzi | + 1:18.1   | 3     |
| 5    | Terry Shepherd     | MV Agusta  | + 1 giro   | 2     |
| 6    | Ernst Hiller       | BMW        | + 1 giro   | 1     |
| 7    | Ernst Riedelbauch  | BMW        | + 2 giri   |       |
| 8    | Eugen Hagenlocher  | BMW        | + 2 giri   |       |
| 9    | Alois Huber        | BMW        | + 2 giri   |       |
| 10   | Kenneth Tostevin   | Norton     | + 3 giri   |       |
| 11   | Jacques Insermini  | Norton     | + 3 giri   |       |
| 12   | Austin Carson      | Norton     | + 3 giri   |       |
| 13   | Hans-Günther Jäger | BMW        | + 3 giri   |       |

### Ritirati
| Pilota              | Moto       | Motivo ritiro |
| ------------------- | ---------- | ------------- |
| Rudolf Knees        | BMW        |               |
| Kurt Maul           | Norton     |               |
| Toni Schmitz        | Norton     |               |
| Keith Campbell      | Moto Guzzi |               |
| René Deschamps      | Norton     |               |
| Gerold Klinger      | BMW        |               |
| Umberto Masetti     | MV Agusta  |               |
| Karl-Heinz Scheifel | Matchless  |               |
| Richard Thompson    | Norton     |               |
| Heinz Kauert        | Matchless  |               |
| Guy Ligier          | Norton     |               |
| John Surtees        | MV Agusta  |               |
| Hermann Vogt        | Matchless  |               |
| Jacques Collot      | Norton     |               |
| Martinus Van Son    | Matchless  |               |

## Classe 350
Dopo aver segnato il giro più veloce in corsa Bob McIntyre è incorso in una caduta che l'ha costretto al ritiro. Stessa sorte, di non riuscire a portare a termine la gara, era toccata in precedenza anche a John Surtees, Terry Shepherd, Dickie Dale ed Enrico Lorenzetti.

### Arrivati al traguardo (posizioni a punti)
| Pos. | Pilota           | Moto       | Tempo   | Punti |
| ---- | ---------------- | ---------- | ------- | ----- |
| 1    | Libero Liberati  | Moto Guzzi | 53:59.1 | 8     |
| 2    | John Hartle      | Norton     |         | 6     |
| 3    | Helmut Hallmeier | NSU        |         | 4     |
| 4    | Umberto Masetti  | MV Agusta  |         | 3     |
| 5    | Alano Montanari  | MV Agusta  |         | 2     |
| 6    | Dick Thomson     | AJS        |         | 1     |

## Classe 250
Tra i piloti costretti al ritiro vi fu Tarquinio Provini sulla FB Mondial.

### Arrivati al traguardo (posizioni a punti)
| Pos. | Pilota            | Moto       | Tempo   | Punti |
| ---- | ----------------- | ---------- | ------- | ----- |
| 1    | Carlo Ubbiali     | MV Agusta  | 52:27.3 | 8     |
| 2    | Roberto Colombo   | MV Agusta  |         | 6     |
| 3    | Cecil Sandford    | FB Mondial |         | 4     |
| 4    | Enrico Lorenzetti | Moto Guzzi |         | 3     |
| 5    | Luigi Taveri      | Moto Guzzi |         | 2     |
| 6    | Helmut Hallmeier  | NSU        |         | 1     |

## Classe 125
Ernst Degner e Horst Fügner portarono per la prima volta a punti la casa motociclistica tedesco orientale MZ.

### Arrivati al traguardo (posizioni a punti)
| Pos. | Pilota            | Moto       | Tempo   | Punti |
| ---- | ----------------- | ---------- | ------- | ----- |
| 1    | Carlo Ubbiali     | MV Agusta  | 43:30.1 | 8     |
| 2    | Tarquinio Provini | FB Mondial |         | 6     |
| 3    | Roberto Colombo   | MV Agusta  |         | 4     |
| 4    | Horst Fügner      | MZ         |         | 3     |
| 5    | Luigi Taveri      | MV Agusta  |         | 2     |
| 6    | Ernst Degner      | MZ         |         | 1     |

## Classe sidecar

### Arrivati al traguardo
| Pos | Pilota            | Passeggero       | Moto   | Tempo     | Punti |
| --- | ----------------- | ---------------- | ------ | --------- | ----- |
| 1   | Fritz Hillebrand  | Manfred Grunwald | BMW    | 36' 41" 6 | 8     |
| 2   | Walter Schneider  | Hans Strauß      | BMW    |           | 6     |
| 3   | Josef Knebel      | Rolf Amfaldern   | BMW    |           | 4     |
| 4   | Florian Camathias | Jules Galliker   | BMW    |           | 3     |
| 5   | Loni Neußner      | Dieter Hess      | BMW    |           | 2     |
| 6   | Cyril Smith       | Stanley Dibben   | Norton |           | 1     |